# 야마키타정
야마키타정(일본어: 山北町 야마키타마치[*])은 가나가와현 아시가라카미군의 정이다. 정의 대부분이 단자와-오야마 국립공원의 경계 내에 있다. 또한 해당 정을 건너 현경을 건너 슨토군 오야마정과도 바로 인접해 있다.

## 역사
1889년 4월 1일에 아시가라카미군은 가와촌을 포함한 몇 개의 촌으로 나뉘었다. 가와촌은 1933년 4월 1일에 정으로 승격되었고 야마키타로 개칭되었다. 1955년 2월 1일에 이웃한 교와촌, 시미즈촌, 미호촌을 병합하였고 1955년 4월 1일에 이전의 기타아시가라촌의 일부를 합병하여 더욱 확장되었다.

## 인구
| 연도 | 인구   | ±%     |
| ---- | ------ | ------ |
| 1950 | 16,710 | —      |
| 1960 | 15,839 | −5.2%  |
| 1970 | 14,235 | −10.1% |
| 1980 | 13,803 | −3.0%  |
| 1990 | 14,342 | +3.9%  |
| 2000 | 13,605 | −5.1%  |
| 2010 | 11,762 | −13.5% |

## 교통

### 철도
- 도카이 여객철도 고텐바선

### 도로
- 도메이 고속도로
- 국도 246호선 (야마키타 바이패스)